# 謝爾曼縣 (德克薩斯州)
謝爾曼縣（英語：Sherman County）是位於美国德克萨斯州北部的一個縣，北鄰奧克拉荷馬州，面積2,391平方公里。根據2020年美國人口普查，共有人口2,782人。縣治斯特拉特福德（Stratford）。
該縣1876年成立，1889年取得行政自治地位；縣名紀念得克萨斯革命領袖悉尼·謝爾曼（Sidney Sherman）。